# المسيحية في سان بارتليمي

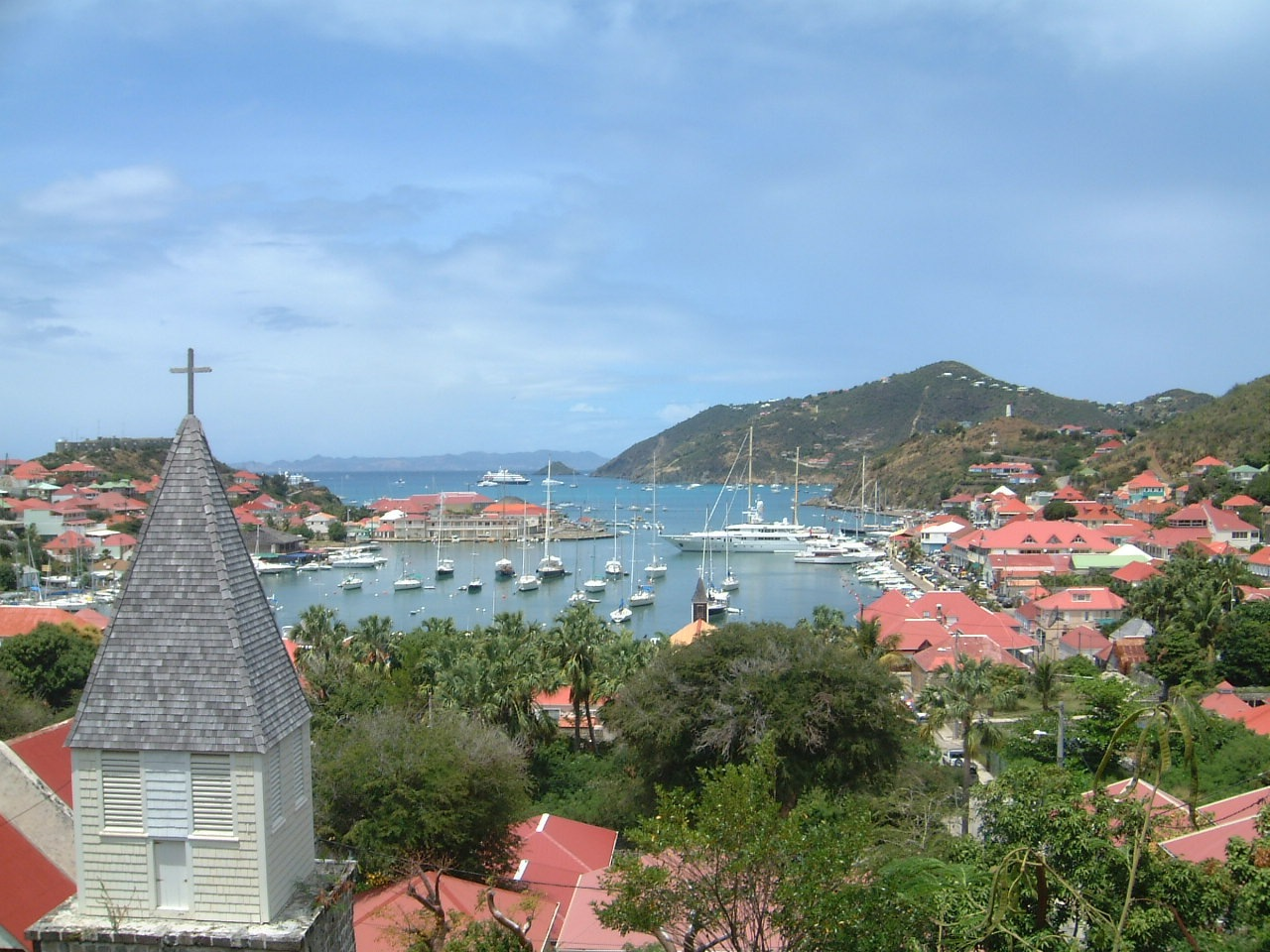
كنيسة في غوستافيا.

تعد المسيحية الديانة السائدة في سان بارتليمي، وفقاً لتقديرات مركز بيو للأبحاث عام 2010 حوالي 99% من السكان من المسيحيين، ويعتنق أغلب سكان سان بارتليمي المسيحية دينًا على المذهب الروماني الكاثوليكي، من ثم البروتستانتية.